# Döttingen (Szwajcaria)
Döttingen – gmina (niem. Einwohnergemeinde) w Szwajcarii, w kantonie Argowia, w okręgu Zurzach. Liczy 4 244 mieszkańców (31 grudnia 2020). Na terenie gminy znajduje się elektrownia jądrowa Beznau.

## Osoby

### urodzone w Döttingen
- Frank Erne, bokser

## Transport
Przez gminę przebiegają drogi główne nr 5 i nr 17.